# Словенија на Дечјој песми Евровизије
Словенија је дебитовала на Дечјој песми Евровизије 2014. године која се одржала на Малти.

## Представници
| Година    | Извођач(и)       | Песма                 | Пласман          | Поени            |
| --------- | ---------------- | --------------------- | ---------------- | ---------------- |
| 2014      | Ула Ложар        | Nisi sam (Your light) | 12               | 29               |
| 2015      | Лина Кудузовић   | Prva ljubezen         | 3                | 112              |
| 2016–2025 | Није учествовала | Није учествовала      | Није учествовала | Није учествовала |